# Brycinus longipinnis
Brycinus longipinnis es una especie de peces de la familia Alestiidae en el orden de los Characiformes.

## Morfología
Los machos pueden llegar alcanzar los 12 cm de longitud total.

## Depredadores
En Nigeria es depredado por  Hydrocynus forskahlii  ,  Lates niloticus y Schilbe mystus  .

## Hábitat
Es un pez de agua dulce y de clima tropical (22 °C-26 °C ).

## Distribución geográfica
Se encuentran en África: desde Gambia hasta la República Democrática del Congo.